# Rossomyrmex minuchae
Rossomyrmex minuchae là một loài côn trùng thuộc họ Formicidae. Đây là loài đặc hữu của Tây Ban Nha.